# Synsphyronus heptatrichus
Espèce
Synsphyronus heptatrichus est une espèce de pseudoscorpions de la famille des Garypidae.

## Distribution
Cette espèce est endémique du Territoire du Nord en Australie. Elle se rencontre vers Roper Bar.

## Description
Le mâle holotype mesure 2,5 mm et la femelle paratype 2,9 mm.

## Publication originale
- Harvey, 1987 : A revision of the genus Synsphyronus Chamberlin (Garypidae: Pseudoscorpionida: Arachnida). Australian Journal of Zoology, Supplementary Series, no 126, p. 1-99.